# Para-Metoxianfetamina
La para-metoxianfetamina (PMA, "muerte", "Doctor Muerte", "Polvo de Gallina", "pollo amarillo"), también conocida como 4-metoxianfetamina (4-MA), es una droga serotoninérgica de la clase de las anfetaminas sustituidas. A diferencia de otras drogas similares de esta familia, la PMA no produce efectos estimulantes, euforizantes o entactógenos y se comporta más como un antidepresivo en comparación, a pesar de que tiene algunas propiedades psicodélicas. Se ha encontrado ocasionalmente PMA en tabletas etiquetadas como MDMA (coloquialmente conocida como "éxtasis"), aunque sus efectos son muy diferentes en comparación con los de esta droga.

## Origen sintético y natural
La PMA se sintetiza comúnmente a partir del anetol, el compuesto del aroma del anís y el hinojo, principalmente debido a que el material de partida para la MDMA, el safrol, se ha vuelto menos disponible debido a la acción de la ley, causando que los fabricantes de drogas ilícitas empleen anetol como alternativa. Una vez se creyó que la PMA era un invento humano, pero una investigación reciente sugiere que la PMA se presenta como traza de alcaloide en plantas, incluyendo algunas especies de Acacia.

## Farmacodinamia
El fármaco actúa como un agente potente y selectivo de la liberación de la serotonina, sin embargo es un agente de liberación relativamente débil que no inhibe la captación de dopamina. Se une a los receptores alfa para mediar estos efectos. Es un transportador de aminas. Finaliza la acción de la dopamina por su alta afinidad en la recaptación dependiente de sodio en las terminales presinápticas.

## Información adicional
Debido a las muertes ocurridas en Holanda, Bélgica y Gran Bretaña tras la administración recreativa de para-metoxianfetamina mezclada con otras drogas (Speed), se ha determinado en esos países que la sustancia sea considerada ilegal. Desde 1971 la droga está bajo fiscalización internacional.
La droga causa hipertermia a dosis elevadas. Debido a que se sabe relativamente poco sobre su mecanismo (s) de acción, sus efectos sobre parámetros fisiológicos, conductuales y neuroquímicos se compararon con los efectos bien conocidos de la 3,4-metilendioximetanfetamina (MDMA). Las dosis equivalentes de PMA (5-20 mg/kg) produjeron una mayor hipotermia que MDMA a una temperatura ambiente de 20 °C. A 30 °C, PMA continuó provocando la hipotermia hasta elevar las dosis, donde ocurrió hipertermia. Tanto a 20 y 30 °C, MDMA estimula la actividad locomotora mientras que PMA tuvo efectos modestos.

## Peligros con el uso de PMA
PMA se ha asociado con numerosas reacciones adversas incluyendo la muerte.
Los efectos de la ingestión de PMA incluyen muchos efectos de las anfetaminas alucinógenas como latidos cardíacos acelerados e irregulares, visión borrosa y un fuerte sentimiento de intoxicación que a menudo es desagradable. Mientras que hay informes de que la PMA puede causar euforia a dosis bajas, la curva de dosis-respuesta es mucho más pronunciada que la de la MDMA, y en dosis mayores, los efectos desagradables tales como náuseas y vómitos severos, hipertermia y alucinaciones rápidamente dominan cualquier efecto placentero. Los efectos de la PMA también parecen ser mucho más impredecibles y variables entre los individuos que los de la MDMA, y los individuos sensibles pueden morir a causa de una dosis de PMA que una persona menos susceptible. Hay alrededor del doble de las muertes causadas por la PMA que por MDMA, aunque la proporción real de PMA en el mercado es sólo una fracción de la de MDMA. Mientras que el PMA solo puede causar una toxicidad importante, la combinación de PMA con MDMA tiene un efecto sinérgico que parece ser particularmente peligrosa.